# Karl August von Faber
Karl August Friedrich Faber, ab 1841 von Faber, (* 8. September 1782 in Zaisersweiher; † 18. April 1850 in Reutlingen) war ein deutscher Theologe.

## Beruf
Nach dem Studium der evangelischen Theologie in Tübingen begann Karl August Faber seine berufliche Laufbahn 1802 als Magister. 1812 folgte er seinem Vater nach dessen Tod als Pfarrverweser, später als Pfarrer in Zaisersweiher nach. 1821 wurde er Pfarrer in Altenstadt (Oberamt Geislingen), zugleich Dekan der Diözese Geislingen.  Von 1822 bis 1831 war er in Personalunion auch Pfarrer von Eybach. 1832 ging er als Dekan nach Reutlingen, 1839 wurde er Prälat und Generalsuperintendent in Hall. Ab 1841 war er Reutlinger Prälat und Generalsuperintendent mit Amtssitz in Stuttgart. Auf einer Amtsreise starb Karl August von Faber an einem Herzschlag.

## Politik
Die Generalsuperintendenten der evangelischen Landeskirche waren kraft Amtes privilegierte Mitglieder der Zweiten Kammer des württembergischen Landtags. Faber trat 1839 nach seiner Ernennung in Hall deshalb auch in den Landtag ein. Er übte das Amt bis 1849 aus.

## Familie
Karl August Faber war der Sohn des Pfarrers Karl Friedrich Faber (1742–1812) aus Zaisersweiher und der Regina Sophie Friederike Speidel. 1819 heiratete er Charlotte Haug, die Tochter eines Stuttgarter Kanzleirats. Mit ihr hatte er die beiden Töchter Friedericke (1820–1845) und Charlotte (1821–1846) sowie die drei Söhne Eduard (1822–1907), der von 1883 bis 1896 Justizminister des Königreichs Württemberg war, Karl (* 1828, 1872 bis 1880 Stadtpfarrer in Möckmühl) und Gustav (1829–1871, Kreisgerichtsrat in Stuttgart).

## Ehrungen
1841 wurde ihm das Ritterkreuz des Ordens der Württembergischen Krone verliehen, das mit dem persönlichen Adelstitel (Nobilitierung) verbunden war.